# Вріс (Нідерланди)
Вріс (нід. Vries) — село в нідерландській провінції Дренте. Входить до муніципалітету Тінарло.
Його площа становить 10,40 км², а населення станом на 2021 рік складало 4 045 осіб.
Перша згадка про населений пункт датується 1139 роком.
До 1998 року мало статус окремого муніципалітету.

## Галерея

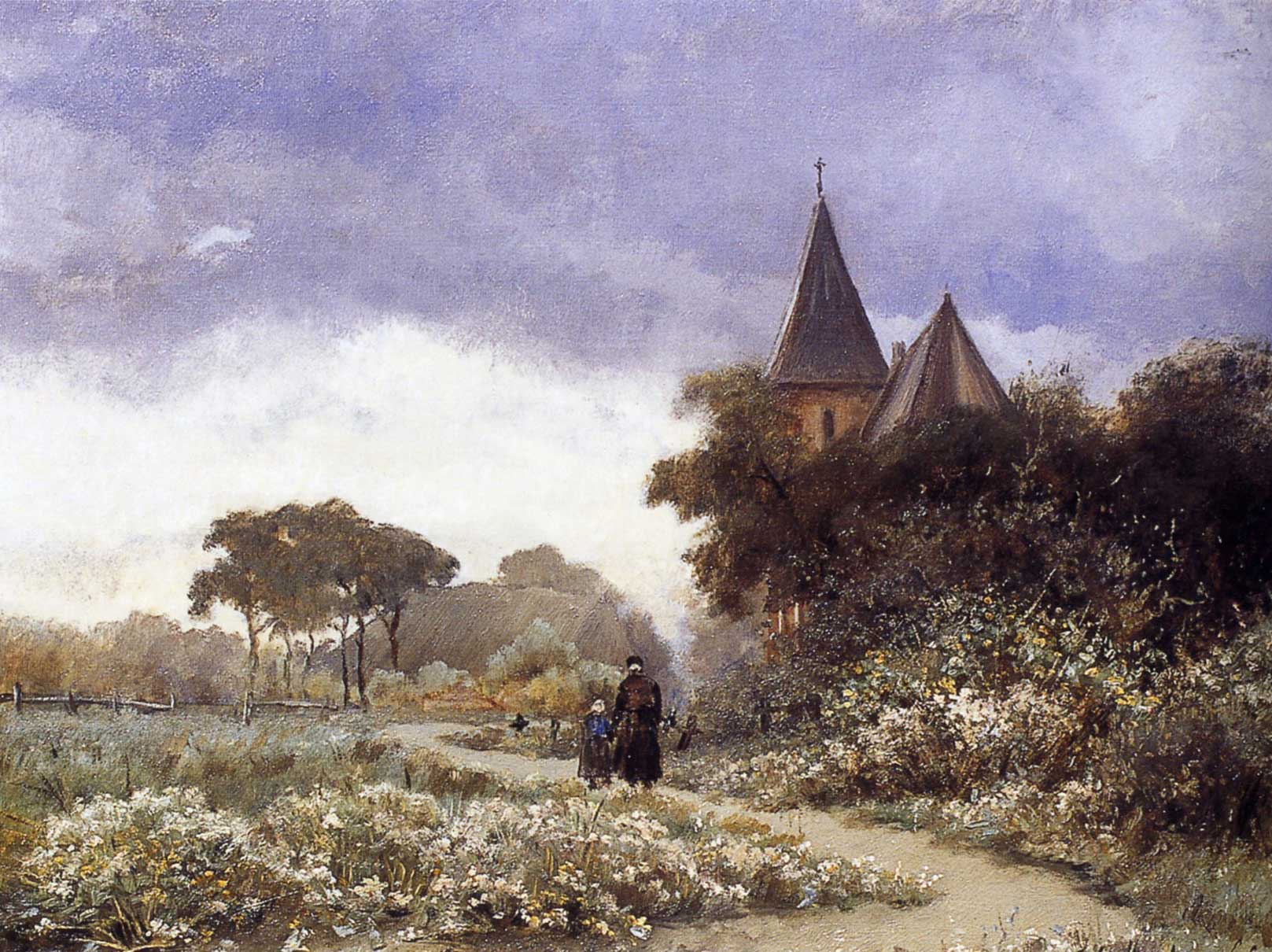
Пейзаж села (1936)
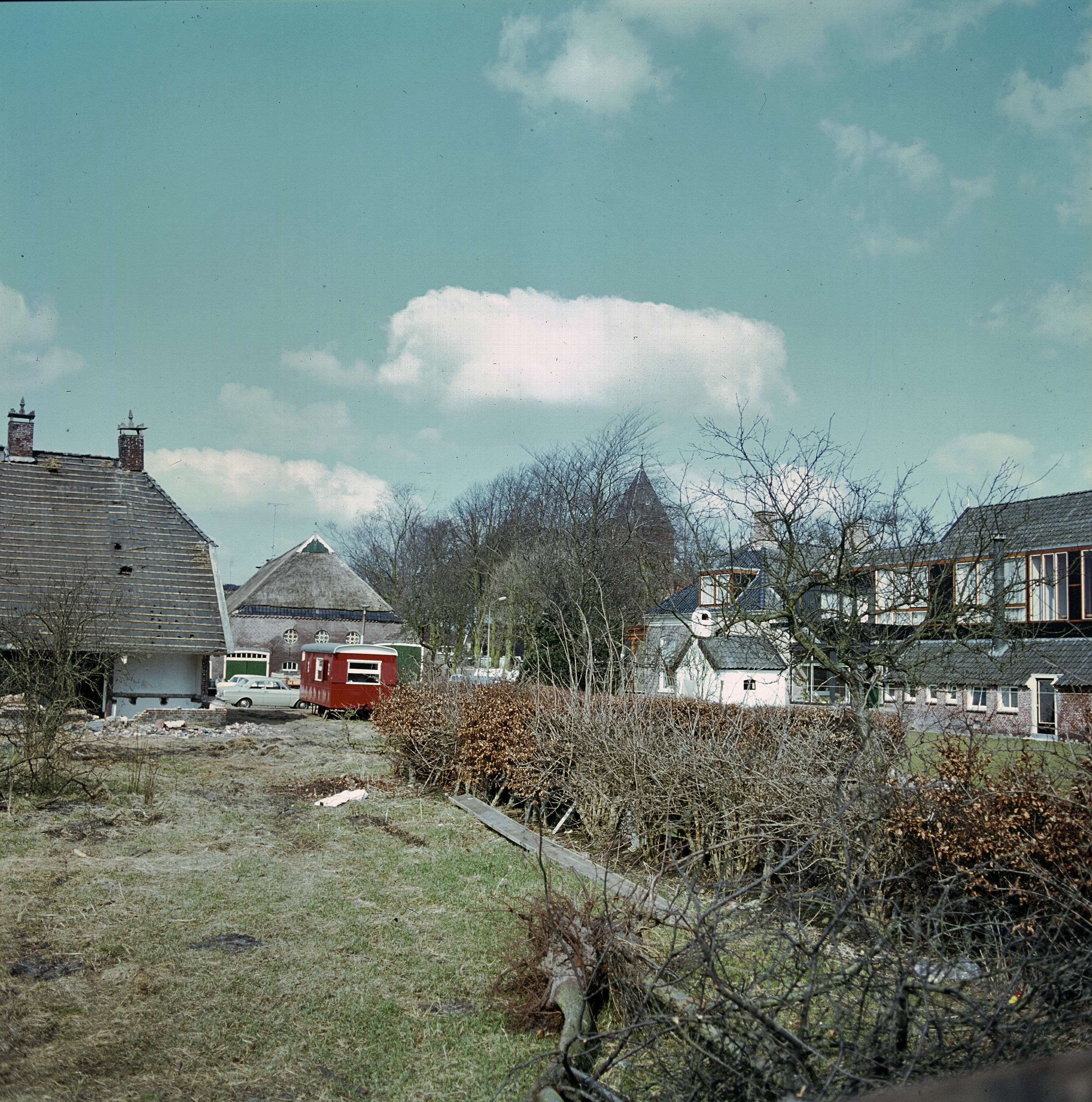
Центр села
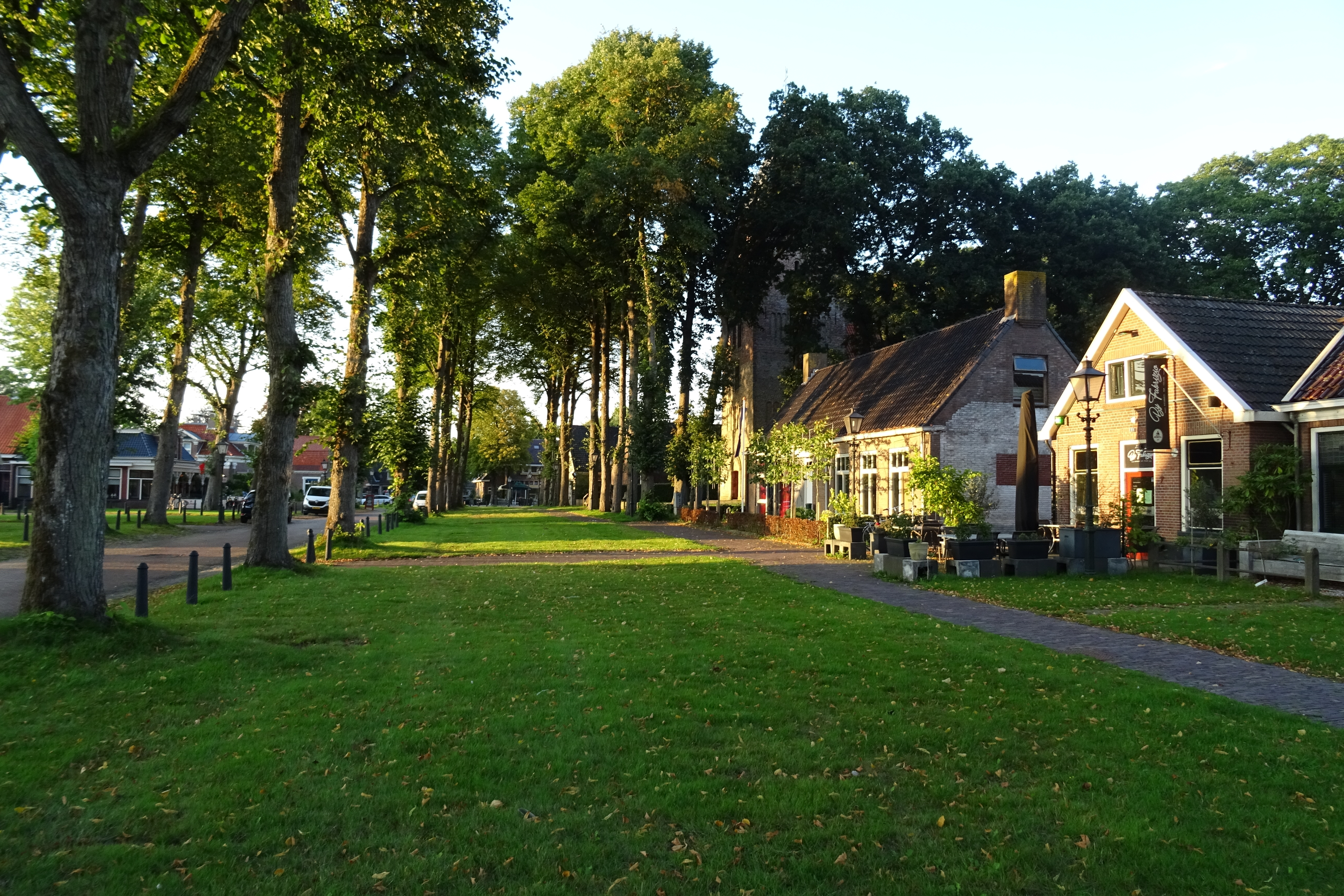
Вулична панорама
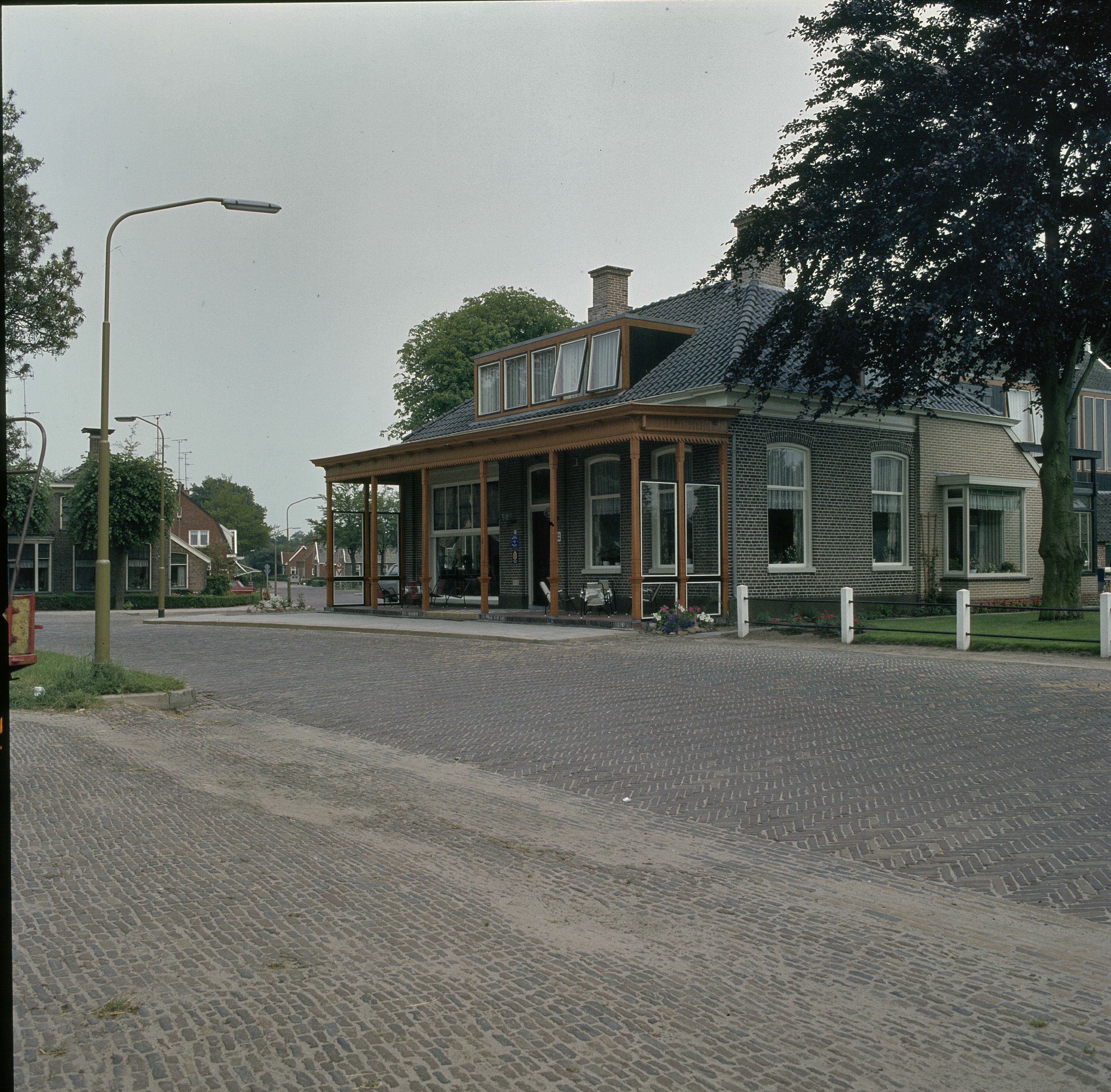
Готель у Врісі